# Sielsowiet głamazdiński
Sielsowiet głamazdiński (ros. Гламаздинский сельсовет) – jednostka administracyjna wchodząca w skład rejonu chomutowskiego w оbwodzie kurskim w Rosji.
Centrum administracyjnym sielsowietu jest wieś (ros. село, trb. sieło) Głamazdino.

## Geografia
Powierzchnia sielsowietu wynosi 151,46 km².

## Historia
Status i granice sielsowietu zostały określone ustawami z 2004 i z 2010 roku.

## Demografia
W 2017 roku sielsowiet zamieszkiwało 653 mieszkańców.

## Miejscowości
W skład sielsowietu wchodzą miejscowości: Głamazdino, 1-j Zielonyj Sad, 2-j Zielonyj Sad, Arsenjewka, Bieriozowoje, Borisowka, Jefrosimowo, Załozje, Złobino, Klusow, Krasnaja Połosa, Malejewka, Płoskij, Podrownoje, Smorodino, Striekałowo, Tiepłowka, Judowka.